# Vexillum leforti
Vexillum leforti is een slakkensoort uit de familie van de Costellariidae. De wetenschappelijke naam van de soort is voor het eerst geldig gepubliceerd in 1999 door Turner & Salisbury.